# Urusei Yatsura 2: Beautiful Dreamer
Urusei Yatsura 2: Beautiful Dreamer (jap. うる星やつら２　ビューティフル・ドリーマー Urusei yatsura 2 byūtifuru dorīmā) – japoński film animowany z 1984, oparty na mandze Urusei Yatsura autorstwa Rumiko Takahashi. Za scenariusz i reżyserię odpowiadał Mamoru Oshii, a za animację Pierrot i Kitty Films. Premiera w japońskich kinach odbyła się 11 lutego 1984.

## Fabuła
Ataru i Lum wraz z innymi uczniami liceum Tomobiki przygotowują się do nadchodzącego szkolnego festiwalu kulturalnego. Niektórzy z nich zaczynają jednak podejrzewać, że dni powtarzają się w nieskończoność. Aby zweryfikować tę teorię, wszyscy zostają odesłani do domów, zamiast jak dotąd spędzać noc w szkole. Jednak mimo to wszyscy znowu znajdują się w budynku i odkrywają, że nie mogą opuścić granic miasta. Wsiadają więc do odrzutowca Harrier i lecą w kosmos. Tam widzą, że całe miasto znajduje się na grzbiecie gigantycznego żółwia, dryfującego w pustej przestrzeni kosmicznej. Uczniowie postanawiają zbadać szkołę, podejrzewając, że to ona jest źródłem dziwnych wydarzeń. Dochodzi do pozornie niemożliwych zdarzeń, takich jak pościg Ataru przez własne odbicia w lustrze nieskończoności.
Rzeczywistość szybko się zmienia. Podczas gdy wcześniej wszystko wydawało się normalne, teraz miasto jest opuszczone, a budynki popadają w ruinę niczym w postapokaliptycznym świecie. Pozostała tylko garstka ludzi, działająca elektryczność jest rzadkością, a wiele budowli obróciło się w ruiny. Jednak dom rodziców Ataru funkcjonuje normalnie, z dostępem do prądu i gazu, a w pobliskim sklepie spożywczym można zdobyć jedzenie. Członkowie grupy podstępem zmuszają demona snów do ujawnienia się. Opisuje on swój plan stworzenia nieskończonego snu, wolnego od innego ducha, który pożera jego sny, gdy stają się koszmarami. Ataru przyzywa pożeracza koszmarów, ponieważ w jego wymarzonym haremie brakuje ukochanej Lum. Pożeracz koszmarów zostaje wezwany, a rzeczywistość świata snów rozpada się, gdy ten zaczyna pochłaniać sen. Ataru budzi się wielokrotnie, wciąż tkwiąc w kolejnych koszmarach. Lum mówi mu, że aby się obudzić, musi wypowiedzieć imię osoby, którą chce zobaczyć. Po wymienieniu kilku innych kobiet, w końcu wypowiada imię Lum i budzi się w szkole. Otoczony przez swoich kolegów z klasy, rozmawia z Lum o jej śnie. Lum prosi o pocałunek, ale Ataru, zawstydzony, odmawia. Nieświadomi tego, inni uczniowie nie dostrzegają, że demon snów i pożeracz snów nadal pracują nad przygotowaniami do festiwalu szkolnego. Demon sugeruje, że nadal będzie „dotrzymywał kroku” Lum i Ataru.

## Obsada
| Postać              | Seiyū               |
| ------------------- | ------------------- |
| Ataru Moroboshi     | Toshio Furukawa     |
| Lum                 | Fumi Hirano         |
| Shutaro Mendou      | Akira Kamiya        |
| Ten                 | Kazuko Sugiyama     |
| Shinobu Miyake      | Saeko Shimazu       |
| Sakura              | Machiko Washio      |
| Ryuunosuke Fujinami | Mayumi Tanaka       |
| Megane              | Shigeru Chiba       |
| Perm                | Akira Murayama      |
| Kakugari            | Shinji Nomura       |
| Chibi               | Issei Futamata      |
| Ojciec Ataru        | Ken’ichi Ogata      |
| Matka Ataru         | Natsumi Sakuma      |
| Onsen Mark          | Michihiro Ikemizu   |
| Ojciec Ryuunosuke   | Masahiro Anzai      |
| Dyrektor            | Tomomichi Nishimura |
| Cherry              | Ichirō Nagai        |
| Mujaki              | Takuya Fujioka      |

## Produkcja
Podobnie jak wcześniejszy film, Only You, Beautiful Dreamer czerpie mocno z japońskiej baśni o Tarō Urashimie. Podczas gdy scenariusz pierwszego filmu napisała Tomoko Konparu, Beautiful Dreamer został stworzony przez Mamoru Oshiiego bez konsultacji z Rumiko Takahashi. Niezadowolony z kierunku, w jakim rozwinął się poprzedni film, Oshii odrzucił pomysł dostosowywania się do oczekiwań widzów i postanowił zrealizować film według własnej wizji. To niemal doprowadziło do odrzucenia scenariusza przez Takahashi, ponieważ zbyt mocno odbiegał on od oryginalnej historii. W wywiadzie dla Kinema Junpo z 2008 roku Oshii przyznał, że czuł radość podczas pracy nad filmem, ponieważ w tamtym czasie wreszcie „zrozumiał, jak tworzyć filmy”. W komentarzu do japońskiego wydania DVD z 2002 roku Oshii ujawnił więcej szczegółów dotyczących swojego zaangażowania w produkcję. Według niego, niektóre elementy wizualne filmu były inspirowane twórczością Mauritsa Cornelisa Eschera, a on sam chciał przedstawić historię „z punktu widzenia mężczyzny” w przeciwieństwie do twórczości Takahashi, którą określił jako „tworzoną rękami kobiet”. Animator Yuji Moriyama pełnił funkcję głównego reżysera animacji, po wcześniejszej pracy nad serialem telewizyjnym.

## Wydanie
Film miał swoją premierę kinową w Japonii 11 lutego 1984, podczas emisji drugiego sezonu serialu, a za jego dystrybucję odpowiada Tōhō.
W Japonii DVD z filmem zostało wydane w 2002 roku i zawierało zarówno oryginalną ścieżkę dźwiękową w mono, jak i zupełnie nową ścieżkę dźwiękową w formacie 5.1 surround, obie w języku japońskim. Dodatkowo na płycie znalazły się komentarze audio Mamoru Oshiiego, drugiego reżysera Junjiego Nishimury oraz Shigeru Chiby. Japońskie wydanie Blu-ray było pierwotnie zaplanowane na marzec 2009, jednak zostało anulowane. Ostatecznie wydanie to ukazało się 21 stycznia 2015, zajmując trzecie miejsce na cotygodniowej liście Oriconu, sprzedając się w 7 860 egzemplarzach w tygodniu premiery. Wydanie Blu-ray nie zawiera komentarzy audio, które były dostępne w oryginalnym wydaniu DVD.